# Puchar Niemiec w piłce nożnej (2017/2018)
Puchar Niemiec w piłce nożnej mężczyzn 2017/2018 – 75. edycja rozgrywek mających na celu wyłonienie zdobywcy Pucharu Niemiec, który uzyska tym samym prawo gry w fazie grupowej Ligi Europy UEFA sezonu 2018/2019. Finał został rozegrany na Stadionie Olimpijskim w Berlinie. W finale Eintracht Frankfurt pokonał Bayern Monachium 3:1, zdobywając to trofeum po raz 5.

## Uczestnicy
| uczestnicy Bundesligi w sezonie 2016/2017 wszystkie zespoły | uczestnicy 2. Bundesligi w sezonie 2016/2017 wszystkie zespoły | 4 najlepsze zespoły 3. Bundesligi w sezonie 2016/2017 oraz zdobywcy pucharów regionalnych 28 zespołów |
| --- | --- | --- |
| - Bayern Monachium - RB Lipsk - Borussia Dortmund - TSG 1899 Hoffenheim - 1. FC Köln - Hertha BSC - SC Freiburg - Werder Brema - Borussia Mönchengladbach - FC Schalke 04 - Eintracht Frankfurt - Bayer Leverkusen - FC Augsburg - HSV - 1. FSV Mainz 05 - VfL Wolfsburg - FC Ingolstadt 04 - SV Darmstadt 98 | - VfB Stuttgart - Hannover 96 - Eintracht Brunszwik - 1. FC Union Berlin - Dynamo Drezno - 1. FC Heidenheim - FC St. Pauli - SpVgg Greuther Fürth - VfL Bochum - SV Sandhausen - Fortuna Düsseldorf - 1. FC Nürnberg - 1. FC Kaiserslautern - FC Erzgebirge Aue - Arminia Bielefeld - TSV 1860 Monachium - Würzburger Kickers - Karlsruher SC | - MSV Duisburg - Holstein Kiel - SSV Jahn Regensburg - 1. FC Magdeburg - TuS Koblenz - Rot-Weiss Essen - Germania Halberstadt - Chemnitzer FC - Lüneburger SK Hansa - Leher TS Bremerhaven - SpVgg Unterhaching - TuS Erndtebrück - 1. FC Rielasingen-Arlen - SV Eichede - Rot-Weiß Erfurt - VfL Osnabrück - Bonner SC - Sportfreunde Dorfmerkingen - 1. FC Schweinfurt 05 - SV Morlautern - 1. FC Saarbrücken - FC Nöttingen - Eintracht Norderstedt - Energie Cottbus - BFC Dynamo - SV Wehen Wiesbaden - Hansa Rostock - SC Paderborn |

## Plan rozgrywek
- 1. runda – 11-14 sierpnia 2017
- 2. runda – 24-25 października 2017
- 3. runda – 19-20 grudnia 2017
- ćwierćfinały – 6-7 lutego 2018
- półfinały – 17-18 kwietnia 2018
- finał – 19 maja 2018

## Rozgrywki

### 1. runda
Mecze pierwszej rundy odbyły się w dniach 11-14 sierpnia 2017 roku.
| 11 sierpnia 2017 | TuS Koblenz             | 2:3   | Dynamo Drezno                      |                                                              |
| 19:00            | 6' Bozic · 80' Popovits | (1:1) | 11' Berko · 49' Heise · 84' Aosman | Stadion Zwickau, Zwickau Widzów: 6300 Sędzia: Markus Schmidt |

| 11 sierpnia 2017 | Rot-Weiss Essen | 1:2   | Borussia Mönchengladbach  |                                                            |
| 20:45            | 29' Baier       | (1:0) | 79' Hofmann · 82' Raffael | Stadion Essen, Essen Widzów: 18500 Sędzia: Patrick Ittrich |

| 11 sierpnia 2017 | Karlsruher SC | 0:3 (pd.) | Bayer Leverkusen                        |                                                                  |
| 20:45            |               | (0:0)     | 93' Kohr · 99' Pohjanpalo · 105' Bailey | Wildparkstadion, Karlsruhe Widzów: 17073 Sędzia: Robert Hartmann |

| 11 sierpnia 2017 | Holstein Kiel             | 2:1   | Eintracht Brunszwik   |                                                                |
| 20:45            | 71' Drexler · 78' Ducksch | (0:0) | 48' Nyman · 70' Baffo | Holstein-Stadion, Kilonia Widzów: 10052 Sędzia: Guido Winkmann |

| 12 sierpnia 2017 | Germania Halberstadt | 1:2   | SC Freiburg                |                                                                   |
| 15:30            | 87' Michel           | (0:2) | 34' Petersen · 42' Lachheb | Friedensstadion, Halberstadt Widzów: 5037 Sędzia: Christof Günsch |

| 12 sierpnia 2017 | Chemnitzer FC | 0:5   | Bayern Monachium                                            |                                                                       |
| 15:30            |               | (0:1) | 20', 60' Lewandowski · 51' Coman · 79' Ribéry · 89' Hummels | Community4you-Arena, Chemnitz Widzów: 15015 Sędzia: Bibiana Steinhaus |

| 12 sierpnia 2017 | Lüneburger SK Hansa | 1:3   | FSV Mainz 05                  |                                                                 |
| 15:30            | 31' Vobejda         | (1:2) | 13', 60' Muto · 45' Brosinski | Bardowick Stadion, Lüneburg Widzów: 4000 Sędzia: Sven Jablonski |

| 12 sierpnia 2017 | Leher TS Bremerhaven | 0:5   | 1. FC Köln                                                               |                                                             |
| 15:30            | 49' Hashemi          | (0:2) | 28' Bittencourt · 34' Sørensen · 50' Córdoba · 69' Zoller · 74' Guirassy | Nordseestadion, Bremerhaven Widzów: 8119 Sędzia: René Rohde |

| 12 sierpnia 2017 | SpVgg Unterhaching | 0:4   | 1. FC Heidenheim                            |                                                                     |
| 15:30            | 65' Schimmer       | (0:1) | 44', 74' Beermann · 80' Glatzel · 86' Pusch | Alpenbauer Sportpark, Unterhaching Widzów: 5000 Sędzia: Timo Gerach |

| 12 sierpnia 2017 | TuS Erndtebrück | 0:3   | Eintracht Frankfurt                                     |                                                                |
| 15:30            |                 | (0:1) | 35' Chandler · 72' Gaćinović · 76' Haller · 22' Abraham | Leimbachstadion, Siegen Widzów: 13106 Sędzia: Benedikt Kempkes |

| 12 sierpnia 2017 | 1. FC Rielasingen-Arlen | 0:4   | Borussia Dortmund                     |                                                                                 |
| 15:30            |                         | (0:2) | 12' Bartra · 41', 55', 80' Aubameyang | Schwarzwald-Stadion, Fryburg Bryzgowijski Widzów: 24000 Sędzia: Christian Dietz |

| 12 sierpnia 2017 | SV Eichede | 0:4   | 1. FC Kaiserslautern                   |                                                                      |
| 15:30            |            | (0:2) | 17', 69' Osawe · 40' Atik · 85' Moritz | Stadion an der Lohmühle, Lubeka Widzów: 4039 Sędzia: Sven Waschitzki |

| 12 sierpnia 2017 | Rot-Weiß Erfurt | 0:1   | TSG Hoffenheim |                                                                |
| 18:30            |                 | (0:0) | 55' Amiri      | Steigerwaldstadion, Erfurt Widzów: 8144 Sędzia: Daniel Siebert |

| 12 sierpnia 2017 | SSV Jahn Regensburg                    | 3:1   | SV Darmstadt 98 |                                                                   |
| 18:30            | 45' Lais · 87' Nietfeld · 90' Grüttner | (1:1) | 40' Sobiech     | Continental-Arena, Ratyzbona Widzów: 8919 Sędzia: Martin Petersen |

| 12 sierpnia 2017 | Arminia Bielefeld | 1:3 (pd.) | Fortuna Düsseldorf                         |                                                          |
| 18:30            | 55' Klos          | (0:0)     | 68', 96' Hennings · 120' Fink · 115' Ayhan | SchücoArena, Bielefeld Widzów: 19825 Sędzia: Harm Osmers |

| 12 sierpnia 2017 | Würzburger Kickers | 0:3   | Werder Brema                              |                                                                                     |
| 20:45            |                    | (0:0) | 50' Veljković · 74' Kruse · 77' Eggestein | Sparda-Bank-Hessen-Stadion, Offenbach am Main Widzów: 8090 Sędzia: Sascha Stegemann |

| 13 sierpnia 2017 | TSV 1860 Monachium           | 1:2   | FC Ingolstadt 04           |                                                                                  |
| 15:30            | 66' Weber · 90' Mauersberger | (0:1) | 20' Lezcano · 83' Kutschke | Stadion an der Grünwalder Straße, Monachium Widzów: 12500 Sędzia: Tobias Stieler |

| 13 sierpnia 2017 | VfL Osnabrück                                     | 3:1   | HSV      |                                                              |
| 15:30            | 39' Savran · 61' Heider · 71' Arslan · 19' Appiah | (1:0) | 73' Wood | Bremer Brücke, Osnabrück Widzów: 16000 Sędzia: Deniz Aytekin |

| 13 sierpnia 2017 | Bonner SC                 | 2:6   | Hannover 96                                                   |                                                           |
| 15:30            | 20' Lokotsch · 83' Perrey | (1:1) | 34', 74' Füllkrug · 60', 90' Harnik · 90' Karaman · 90' Maier | Sportpark Nord, Bonn Widzów: 9500 Sędzia: Daniel Schlager |

| 13 sierpnia 2017 | SF Dorfmerkingen | 0:5   | RB Lipsk                                                |                                                                  |
| 15:30            |                  | (0:1) | 4', 47' Sabitzer · 56' Werner · 59' Poulsen · 65' Keita | Ostalb-Arena, Akwizgran Widzów: 10460 Sędzia: Florian Badstübner |

| 13 sierpnia 2017 | 1. FC Schweinfurt 05             | 2:1   | SV Sandhausen |                                                                     |
| 15:30            | 53' Willsch · 62' Krautschneider | (0:1) | 11' Höler     | Willy-Sachs-Stadion, Schweinfurt Widzów: 4610 Sędzia: Robert Kampka |

| 13 sierpnia 2017 | SV Morlautern | 0:5   | SpVgg Greuther Fürth                                 |                                                                     |
| 15:30            |               | (0:2) | 16', 18' Hofmann · 59' Raum · 85' Dursun · 87' Ernst | Sportpark Husterhöhe, Pirmasens Widzów: 2900 Sędzia: Robert Kempter |

| 13 sierpnia 2017 | 1. FC Saarbrücken | 1:2 (pd.) | 1. FC Union Berlin           |                                                                         |
| 15:30            | 40' Behrens       | (1:1)     | 23' Schönheim · 101' Hedlund | Hermann-Neuberger-Stadion, Völklingen Widzów: 6936 Sędzia: Sören Storks |

| 13 sierpnia 2017 | FC Nöttingen             | 2:5   | VfL Bochum                                          |                                                                 |
| 15:30            | 51' Brenner · 85' Bilger | (0:2) | 1' Saglam · 3', 65', 74' Hinterseer · 87' Bandowski | Wildparkstadion, Karlsruhe Widzów: 2700 Sędzia: Robert Schröder |

| 13 sierpnia 2017 | Eintracht Norderstedt | 0:1   | VfL Wolfsburg |                                                                           |
| 15:30            |                       | (0:0) | 59' Camacho   | Edmund-Plambeck-Stadion, Norderstedt Widzów: 4500 Sędzia: Lasse Koslowski |

| 13 sierpnia 2017 | 1. FC Magdeburg        | 2:0   | FC Augsburg |                                                            |
| 18:30            | 87' Beck · 90' Schwede | (0:0) |             | MDCC-Arena, Magdeburg Widzów: 21641 Sędzia: Guido Winkmann |

| 13 sierpnia 2017 | Energie Cottbus                                       | 2:2 k. 3:4    | VfB Stuttgart                                  |                                                                           |
| 18:30            | 5' Viteritti · 28' Zimmer                             | (2:0, k. 3:4) | 49' Brekalo · 78' Matuwila (sam.)              | Stadion der Freundschaft, Chociebuż Widzów: 17516 Sędzia: Benjamin Cortus |
| 18:30            | · Viteritti · Stein · Schlüter · Ziegenbein · Förster | Rzuty karne   | · Terodde · Ginczek · Pavard · Brekalo · Özcan | Stadion der Freundschaft, Chociebuż Widzów: 17516 Sędzia: Benjamin Cortus |

| 13 sierpnia 2017 | MSV Duisburg | 1:2   | 1. FC Nürnberg                |                                                                             |
| 18:30            | 90' Wolze    | (0:2) | 21' Brehens · 41' Margreitter | Schauinsland-Reisen-Arena, Duisburg Widzów: 15576 Sędzia: Christian Dingert |

| 13 sierpnia 2017 | SC Paderborn                 | 2:1   | FC St. Pauli |                                                                |
| 18:30            | 41' Wassey · 79' Antwi-Adjej | (1:0) | 90' Allagui  | Benteler-Arena, Paderborn Widzów: 15000 Sędzia: Sven Jablonski |

| 13 sierpnia 2017 | BFC Dynamo | 0:2   | Schalke 04          |                                                                            |
| 18:30            |            | (0:0) | 78', 90' Konoplanka | Friedrich-Ludwig-Jahn-Sportpark, Berlin Widzów: 14117 Sędzia: Arne Aarnink |

| 13 sierpnia 2017 | Hansa Rostock | 0:2   | Hertha BSC                |                                                              |
| 20:45            |               | (0:0) | 86' Weiser · 90' Ibišević | Ostseestadion, Rostock Widzów: 22400 Sędzia: Robert Hartmann |

### 2. runda
Mecze drugiej rundy rozgrywane były w dniach 24-25 października 2017 roku.
| 24 października 2017 | SC Paderborn           | 2:0   | VfL Bochum   |                                                                  |
| 18:30                | 7' Michel · 86' Wassey | (1:0) | 70' Gyamerah | Benteler-Arena, Paderborn Widzów: 15000 Sędzia: Sascha Stegemann |

| 24 października 2017 | SV Wehen Wiesbaden | 1:3   | Schalke 04                                          |                                                             |
| 18:30                | 76' Blacha         | (0:2) | 26' Di Santo · 30' Burgstaller · 53' Mintzel (sam.) | Brita-Arena, Wiesbaden Widzów: 11373 Sędzia: Sven Jablonski |

| 24 października 2017 | Fortuna Düsseldorf | 0:1   | Borussia Mönchengladbach |                                                             |
| 18:30                |                    | (0:0) | 52' Hazard               | Esprit Arena, Düsseldorf Widzów: 52500 Sędzia: Manuel Gräfe |

| 24 października 2017 | Bayer Leverkusen                                     | 4:1   | 1. FC Union Berlin       |                                                             |
| 18:30                | 36' Brandt · 59' Alario · 89' Wendell · 90' Aranguiz | (1:0) | 46' Daube · 90' Fürstner | BayArena, Leverkusen Widzów: 24326 Sędzia: Frank Willenborg |

| 24 października 2017 | 1. FC Schweinfurt 05 | 0:4   | Eintracht Frankfurt                   |                                                                     |
| 20:45                |                      | (0:1) | 14', 58' Haller · 63' Wolf · 85' Blum | Willy-Sachs-Stadion, Schweinfurt Widzów: 15060 Sędzia: Arne Aarnink |

| 24 października 2017 | 1. FC Magdeburg | 0:5   | Borussia Dortmund                                                       |                                                            |
| 20:45                |                 | (0:1) | 42' Castro · 47' Isak · 73' Jarmolenko (sam.) · 79' Bartra · 90' Kagawa | MDCC-Arena, Magdeburg Widzów: 23102 Sędzia: Daniel Siebert |

| 24 października 2017 | FSV Mainz 05                      | 3:2 (pd.) | Holstein Kiel               |                                                            |
| 20:45                | 22', 67' Fischer · 101' Brosinski | (1:0)     | 54' Schindler · 75' Drexler | Opel Arena, Moguncja Widzów: 10441 Sędzia: Daniel Schlager |

| 24 października 2017 | SpVgg Greuther Fürth | 1:3   | FC Ingolstadt 04                  |                                                                        |
| 20:45                | 46' Raum             | (0:0) | 48' Cohen · 83' Lex · 87' Morales | Sportpark-Ronhof-Thomas-Sommer, Fürth Widzów: 4925 Sędzia: Harm Osmers |

| 25 października 2017 | VfL Osnabrück                     | 2:3   | 1. FC Nürnberg                          |                                                                |
| 18:30                | 4' Álvarez · 63' Groß · 76' Zorba | (1:1) | 38' Ishak · 50' Leibold · 72' Valentini | Bremer Brücke, Osnabrück Widzów: 13557 Sędzia: Bastian Dankert |

| 25 października 2017 | Hertha BSC | 1:3   | 1. FC Köln                           |                                                          |
| 18:30                | 69' Stark  | (0:2) | 35' Zoller · 43' Maroh · 64' Clemens | Olympiastadion, Berlin Widzów: 33459 Sędzia: Marco Fritz |

| 25 października 2017 | VfL Wolfsburg | 1:0   | Hannover 96 |                                                               |
| 18:30                | 49' Uduokhai  | (0:0) |             | Volkswagen Arena, Wolfsburg Widzów: 15508 Sędzia: Felix Brych |

| 25 października 2017 | 1. FC Kaiserslautern | 1:3   | VfB Stuttgart                         |                                                                            |
| 18:30                | 6' Spalvis           | (1:1) | 21' Ginczek · 67' Akolo · 72' Terodde | Fritz-Walter-Stadion, Kaiserslautern Widzów: 28322 Sędzia: Patrick Ittrich |

| 25 października 2017 | SSV Jahn Regensburg         | 2:5   | 1. FC Heidenheim                                          |                                                                     |
| 20:45                | 45' Nietfeld · 54' Grüttner | (1:2) | 30', 50' Thiel · 32', 82' Glatzel · 55' Pusch · 64' Pusch | Continental-Arena, Ratyzbona Widzów: 6678 Sędzia: Christian Dingert |

| 25 października 2017 | Werder Brema | 1:0   | TSG Hoffenheim |                                                          |
| 20:45                | 31' Belfodil | (1:0) |                | Weserstadion, Brema Widzów: 31210 Sędzia: Tobias Stieler |

| 25 października 2017 | SC Freiburg                               | 3:1   | Dynamo Drezno |                                                                                |
| 20:45                | 50' Petersen · 61' Schuster · 81' Haberer | (0:0) | 48' Benatelli | Schwarzwald-Stadion, Fryburg Bryzgowijski Widzów: 17800 Sędzia: Benjamin Brand |

| 25 października 2017 | RB Lipsk                                          | 1:1 k. 4:5    | Bayern Monachium                                |                                                          |
| 20:45                | 68' Forsberg · 53' Keïta                          | (0:0, k. 4:5) | 73' Thiago                                      | Red Bull Arena, Lipsk Widzów: 42558 Sędzia: Felix Zwayer |
| 20:45                | · Bernardo · Kampl · Halstenberg · Orban · Werner | Rzuty karne   | · Lewandowski · Alaba · Hummels · Rudy · Robben | Red Bull Arena, Lipsk Widzów: 42558 Sędzia: Felix Zwayer |

### 3. runda
Mecze 3. rundy odbywały się w dniach 19-20 grudnia 2017 roku.
| 19 grudnia 2017 | FSV Mainz 05                            | 3:1   | VfB Stuttgart |                                                           |
| 18:30           | 62' Berggreen · 71' Diallo · 90' Serdar | (0:1) | 41' Gentner   | Opel Arena, Moguncja Widzów: 22143 Sędzia: Tobias Stieler |

| 19 grudnia 2017 | SC Paderborn | 1:0   | FC Ingolstadt 04 |                                                              |
| 18:30           | 56' Zolinski | (0:0) |                  | Benteler-Arena, Paderborn Widzów: 14800 Sędzia: Felix Zwayer |

| 19 grudnia 2017 | 1. FC Nürnberg | 0:2 (pd.) | VfL Wolfsburg              |                                                                      |
| 20:45           |                | (0:0)     | 96' Uduokhai · 118' Didavi | Max-Morlock-Stadion, Norymberga Widzów: 26104 Sędzia: Daniel Siebert |

| 19 grudnia 2017 | Schalke 04 | 1:0   | 1. FC Köln |                                                                    |
| 20:45           | 63' Meyer  | (0:0) |            | Veltins-Arena, Gelsenkirchen Widzów: 56392 Sędzia: Robert Hartmann |

| 20 grudnia 2017 | Werder Brema                            | 3:2   | SC Freiburg              |                                                          |
| 18:30           | 3' Belfodil · 20' Kainz · 69' Bargfrede | (2:1) | 28' Petersen · 86' Ravet | Weserstadion, Brema Widzów: 33519 Sędzia: Guido Winkmann |

| 20 grudnia 2017 | Borussia Mönchengladbach | 0:1   | Bayer Leverkusen |                                                                   |
| 18:30           |                          | (0:0) | 70' Bailey       | Borussia-Park, Mönchengladbach Widzów: 49016 Sędzia: Manuel Gräfe |

| 20 grudnia 2017 | Bayern Monachium         | 2:1   | Borussia Dortmund |                                                                 |
| 20:45           | 12' Boateng · 40' Müller | (2:0) | 77' Jarmołenko    | Allianz Arena, Monachium Widzów: 75000 Sędzia: Sascha Stegemann |

| 20 grudnia 2017 | 1. FC Heidenheim | 1:2 (pd.) | Eintracht Frankfurt         |                                                                           |
| 20:45           | 96' Schnatterer  | (0:0)     | 95' Gaćinović · 109' Haller | Voith-Arena, Heidenheim an der Brenz Widzów: 11000 Sędzia: Sven Jablonski |

### Ćwierćfinały
Mecze ćwierćfinałowe odbyły się w dniach 6-7 lutego 2018 roku.
| 6 lutego 2018 | SC Paderborn | 0:6   | Bayern Monachium                                                          |                                                                |
| 18:30         |              | (0:3) | 19' Coman · 25' Lewandowski · 42' Kimmich · 55' Tolisso · 86', 88' Robben | Benteler-Arena, Paderborn Widzów: 15000 Sędzia: Markus Schmidt |

| 6 lutego 2018 | Bayer Leverkusen                                | 4:2 (pd.) | Werder Brema             |                                                        |
| 20:45         | 31', 55' Brandt · 111' Bellarabi · 118' Havertz | (1:2)     | 4' Kruse · 8' Jóhannsson | BayArena, Leverkusen Widzów: 25653 Sędzia: Marco Fritz |

| 7 lutego 2018 | Eintracht Frankfurt                         | 3:0   | FSV Mainz 05 |                                                                            |
| 18:30         | 17' Rebić · 53' Hack (sam.) · 62' Mascarell | (1:0) | 82' Latza    | Commerzbank-Arena, Frankfurt nad Menem Widzów: 48200 Sędzia: Deniz Aytekin |

| 7 lutego 2018 | Schalke 04      | 1:0   | VfL Wolfsburg |                                                                      |
| 20:45         | 10' Burgstaller | (1:0) |               | Veltins-Arena, Gelsenkirchen Widzów: 50642 Sędzia: Christian Dingert |

### Półfinały
Mecze półfinałowe odbyły się w dniach 17-18 kwietnia 2018 roku.
| 17 kwietnia 2018 | Bayer Leverkusen        | 2:6   | Bayern Monachium                                       |                                                           |
| 20:45            | 16' Bender · 72' Bailey | (1:2) | 3', 9' Lewandowski · 52', 64', 78' Müller · 60' Thiago | BayArena, Leverkusen Widzów: 30210 Sędzia: Daniel Siebert |

| 18 kwietnia 2018 | Schalke 04 | 0:1   | Eintracht Frankfurt       |                                                                    |
| 20:45            |            | (0:0) | 75' Jović · 81' Fernandes | Veltins-Arena, Gelsenkirchen Widzów: 60000 Sędzia: Robert Hartmann |

### Finał
Mecz finałowy odbył się na Olympiastadionie 19 maja 2018 roku.
| 19 maja 2018 | Bayern Monachium | 1:3   | Eintracht Frankfurt            |                                                           |
| 20:00        | 53' Lewandowski  | (0:1) | 11', 82' Rebić · 90' Gaćinović | Olympiastadion, Berlin Widzów: 74322 Sędzia: Felix Zwayer |

| Puchar Niemiec w piłce nożnej 2017/2018 zwycięzcy |
| ------------------------------------------------- |
| Eintracht Frankfurt 5. tytuł                      |